# Carl Gustaf Thomson
Pour les articles homonymes, voir Thomson.
Carl Gustaf Thomson est un entomologiste suédois, né le 13 octobre 1824 à Mellan-Grevie (paroisse) (sv)  dans le comté de Malmöhus et mort le 20 septembre 1899 à Lund.

## Biographie
Carl Gustaf Thomson étudie à l'université de Lund à partir de 1843 recevant son grade de magister philosophiæ en 1850. Il est dozent (correspondant à maître-assistant en France) de zoologie en 1857 à l'université de Lund. Thomson est élu membre de la Société royale physiographique de Lund (Kungliga Fysiografiska Sällskapet) en 1861. Il est nommé l'année suivante conservateur du département d'entomologie du musée zoologique de Lund.
Il commence à donner des cours d'entomologie en 1864 en tant qu'adjunct. Il reçoit une bourse en 1872 pour effectuer un voyage d'études en Europe. Il concourt au poste de directeur du musée entomologique de Berlin, mais il n'est pas reçu. Il a défini nombre de nouveaux genres d'insectes, notamment parmi les coléoptères.
Il était membre honoraire de la Société entomologique de France, de la Société royale d'entomologie de Belgique, de la Société entomologique de Russie, de la Société entomologique de Londres et de la Société entomologique de Berlin.
Il meurt à Lund en 1899.
Carl Gustaf Thomson est l’auteur de Coleoptera Scandinaviae (1859-1868), de Skandinaviens inseckta (1862) et de Skandinaviens Hymenoptera (1871-1878). Ses collections sont conservées au Musée de zoologie de l’université de Lund.